# Teatru experimental

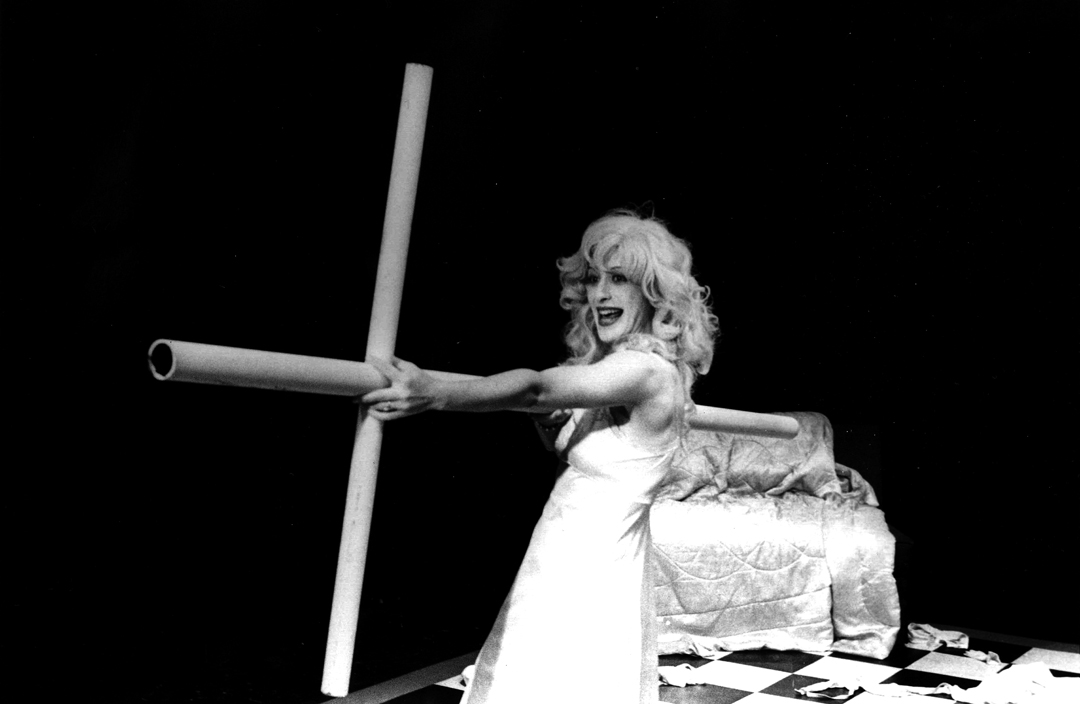
Robin Bittman în reprezentația realizată în 1981 la Corner Theatre ETC a piesei The White Whore and the Bit Player a lui Tom Eyen, în regia lui Brad Mays.

Teatrul experimental (cunoscut și ca teatru avangardist) a început în teatrul occidental la sfârșitul secolului al XIX-lea, cu Alfred Jarry și piesa sa Ubu Rege, ca o respingere atât a epocii, în special, cât și, în general, a stilului predominant de scriere și reprezentare a pieselor de teatru. Termenul a dobândit un sens mai larg în cursul timpului, deoarece lumea teatrului a adoptat mai multe forme care au fost considerate cândva radicale.
Ca și alte forme ale avangardei, teatrul experimental a apărut ca răspuns la o criză culturală percepută în plan universal. În ciuda diferitelor abordări politice și formale, teatrul avangardist s-a opus teatrului burghez. El încearcă să introducă o utilizare diferită a limbajului și a gesticii teatrale pentru a schimba modul de percepție al spectacolului și pentru a crea o relație nouă și mai activă cu publicul.

## Relația cu publicul
Celebrul dramaturg și regizor de teatru experimental Peter Brook a descris sarcina sa ca fiind construirea „… unui teatru aparent, unul în care există doar o diferență practică între actor și public, nu una fundamentală”.
În mod tradițional, spectatorii erau considerați ca observatori pasivi. Mulți practicieni ai teatrului experimental au vrut să conteste acest lucru. De exemplu, Bertolt Brecht a dorit să-și mobilizeze publicul, punând un personaj într-o pauză a piesei să se adreseze publicului prin spargerea celui de-„al patrulea perete” invizibil, punând întrebări în mod direct, fără a oferi răspunsuri, pentru a determina publicul să se gândească la ele; Augusto Boal a dorit ca publicul său să reacționeze în mod direct la acțiunea de pe scenă, iar Antonin Artaud a vrut să provoace reacții la nivel subconștient. Peter Brook a identificat un triunghi de relații în cadrul unei spectacol: relațiile interioare ale interpreților, relațiile dintre interpreții care apar pe scenă și relația lor cu publicul. Trupa britanică de teatru experimental Welfare State International a vorbit despre un cerc ritual în timpul spectacolului, în care interpreții alcătuiesc o jumătate, publicul o altă jumătate, iar energia este concentrată în mijloc.
Participarea publicului poate varia de la solicitarea unor voluntari care să meargă pe scenă până la urlarea de către actori către membrii publicului. Folosind participarea publicului, interpretul invită publicul să simtă o anumită stare sufletească și, astfel, să-și poată schimba atitudinile, valorile și credințele cu privire la subiectul spectacolului. De exemplu, într-un spectacol despre intimidare, personajul se poate apropia de un membru al publicului, îl poate ridica de pe scaun și îl poate provoca la o luptă chiar în acel loc. Privirea îngrozită de pe fața spectatorului va întruchipa cu tărie senzația trăită de o persoană intimidată.

## Context social
Creșterea numărului de spectacole de teatru experimental în cursul anilor 1950 și 1960 i-a determinat unii teatrologi să evidențieze relația dintre trupele de teatru și contextele socio-politice în care s-au manifestat. Unele trupe au avut un rol proeminent în schimbarea mai degrabă a aspectului social al teatrului decât a aspectului său stilistic. Interpreții și-au folosit abilitățile pentru a se implica într-o formă de activism cultural. Acest lucru s-a făcut uneori sub forma unui teatru didactic agit-prop, iar unele trupe (cum ar fi Welfare State International) au considerat că mediul artistic poate determina apariția unei microsocietăți cu un mod de viață alternativ față de cel al societății mai mari în care este inclusă. De exemplu, într-un studiu al evoluției teatrului din America de Sud din anii 1960, Nuevo Teatro Popular a apărut în contextul evoluțiilor sociale și politice ale acelei perioade. Această inițiativă teatrală a fost organizată în jurul unor grupuri sau colective influențate de anumite evenimente și s-a manifestat prin interpretarea unor subiecte de actualitate pentru public, contribuind la crearea unor mișcări care s-au extins dincolo de granițele naționale și culturale. Unele dintre ele au fost proiecte utopice, care urmăreau construirea unor societăți cu un alt mod de existență și cu obiective diferite.
Teatrul experimental îi încurajează pe regizori să determine societatea, sau cel puțin publicul de teatru, să își schimbe atitudinile, valorile și credințele asupra unei probleme și să facă ceva în acest sens. Diferența a fost explicată prin conceptualizarea experimentării care „trece mult mai adânc și mult dincolo de o simplă formă sau de un conținut nou”, devenind „o lumină care luminează lucrarea proprie din interior. Și această lumină este în spiritul căutării - nu numai a căutării estetice - un amalgam de mai multe căutări - o căutare intelectuală, estetică, dar, mai ales, spirituală”.

## Metode de creație
În mod tradițional, există o metodă ierarhică de creare a unui spectacol - un scriitor identifică o problemă și scrie un scenariu, un regizor îl adaptează pentru a fi interpretat pe scenă, interpreții execută ceea ce vor scriitorul și regizorul. Diverși practicieni au început să conteste acest lucru și au început să-i considere din ce în ce mai mult pe interpreți ca artiști creativi pe cont propriu. Regizorii au început să le ofere actorilor o libertate interpretativă tot mai mare și în cele din urmă a apărut teatrul colectiv. Această direcție a fost ajutată de apariția trupelor care improvizau, ca parte a mișcării teatrului experimental, care nu avea nevoie de un scriitor care să scrie textul unui spectacol sau al unei „piese de teatru”. În această formă, replicile au fost concepute de actori sau interpreți.
În cadrul teatrului experimental există numeroase structuri și posibilități diferite pentru realizatorii spectacolelor, iar o gamă largă de modele diferite sunt folosite în prezent de artiști. Supremația regizorului și scriitorului au fost contestate în mod direct, iar regizorul are astăzi mai degrabă rolul cuiva care vede spectacolul din afară decât rolul de autoritate pe care l-a avut mai demult.

## Efecte fizice
Teatrul experimental modifică convențiile tradiționale ale spațiului (scena poate fi delimitată sau nu de public), temelor, mișcării, stărilor sufletești, tensiunii, limbajului, simbolismului, regulilor convenționale și ale altor elemente.

## Personalități
- Antonin Artaud (Theatre of Cruelty)
- Eugenio Barba
- Julian Beck
- Samuel Beckett
- Carmelo Bene
- Augusto Boal (Theatre of the Oppressed)
- Giannina Braschi
- Bertolt Brecht (Epic Theatre)
- Peter Brook
- Roberto Castello
- Joseph Chaikin
- Robert Cohen (Transversal Theater Company)
- Jacques Copeau
- Dario Fo
- Richard Foreman
- Joel Gersmann
- Andre Gregory
- Roy Hart
- Jerzy Grotowski (Poor Theatre)
- Peter Handke
- CJ Hopkins
- Sophie Hunter[8]
- Eugene Ionesco
- Young Jean Lee
- Isabelle Junot
- Tadeusz Kantor
- Adrienne Kennedy
- Jan Lauwers (Needcompany)
- Elizabeth LeCompte
- Dimitris Lyacos
- Judith Malina
- Caden Manson (Real Time Film)
- Richard Maxwell
- Vsevolod Meyerhold (Biomechanics)
- Ariane Mnouchkine
- J.L. Moreno
- Heiner Müller
- Jemma Nelson
- Annie-B Parson
- Suzan-Lori Parks
- Luigi Pirandello
- Sreejith Ramanan
- Bryan Reynolds (Transversal Theater Company)
- Marttah Viktoria Robles (Pecatta Capitalia)
- Carl Hancock Rux
- Supriyo Samajdar (Bibhaban - teatru experimental)
- Richard Schechner
- Viola Spolin
- Ellen Stewart
- Giorgio Strehler
- Tadashi Suzuki
- Cynthia Tribalo
- Jean Pierre Voos
- Mac Wellman
- Robert Wilson
- Vahram Zaryan
- Maria Kassiani Panoutsou

## Listă de grupuri de teatru experimental

### Regatul Unit
- Brith Gof
- Punchdrunk
- Reckless Sleepers
- Forced Entertainment
- Complicite
- Welfare State International
- The Gecko
- The Danuki Ensemble
- Proto-type Theater
- Third Angel
- Stan's Cafe
- Lone Twin Theatre
- People Show
- Gob Squad (anglo-german)
- Desperate Optimists

### Australia și Noua Zeelandă
- The Sydney Front
- TropicSun Theatre
- Free Theatre Christchurch
- Binge Culture

### Canada
- The Kadozuke Kollektif
- Segment 3
- The Ensemble Project Canada
- Suburban Beast
- Carbon 14
- Theatre Encounter
- Vault Projects
- The Irondale Ensemble Project Canada
- DNA Theatre
- Small Wooden Shoe
- Swallow A Bicycle
- Theatre Replacement
- Leaky Heaven
- One Yellow Rabbit
- Boca del Lupo
- Mammalian Diving Reflex
- Electric Company Theatre
- bluemouth inc.
- Zuppa Theatre Co.
- The Chop Theatre
- Radix Theatre
- Rumble Productions
- Ruby Slippers
- Catalyst Theatre
- Battery Opera
- Productions Recto-Verso
- Ex Machina

### Statele Unite ale Americii
- Double Edge Theatre
- The Satori Group (Seattle)
- Big Art Group
- Bread and Puppet Theater
- Broom Street Theater
- Cangue League
- Cock and Bull Theatre (Chicago)
- Neo-Futurists
- Elevator Repair Service
- Great Jones Repertory Company at La MaMa, E.T.C.
- Fordham Experimental Theatre
- Ashes Company (New York)
- The Living Theatre
- Mabou Mines
- Margolis Brown Adaptors Company (New York)
- Monk Parrots
- The Open Theater
- Ontological-Hysteric Theater
- Playhouse of the Ridiculous
- Squat Theatre
- The Tantalus Theatre Group
- The Wooster Group
- Andy's Summer Playhouse (New Hampshire)
- The Changing Scene (Colorado)
- Provincetown Players
- Magic Theatre (Omaha)
- Radiohole
- Skewed Visions (Minneapolis)
- Performance Space 122 (New York)
- Corner Theatre ETC (Baltimore)
- Theater Mitu
- Young Jean Lee's Theater Company
- The National Theater of The United States of America
- Big Dance Theater
- Nature Theater of Oklahoma
- Bedlam Theatre (Edinburgh)
- Core Theatre Ensemble (Hampton Roads, VA)
- The Irondale Ensemble Project NYC
- The Rude Mechanicals
- Bridge Street Theatre

### Italia
- Fanny & Alexander
- Motus
- Opera (Vincenzo Schino)
- Ricci/Forte
- Societas Raffaello Sanzio
- Teatrino Clandestino
- Teatro Valdoca

### Belgia
- Needcompany

### Țările de Jos
- Transversal Theater Company
- Orkater

### Brazilia
- Denise Stoklos

### Ecuador
- Marttah Viktoria Robles

### Egipt
- Holy Stage

### India
- Satabdi
- Alternative Living Theatre
- Kalakshetra,Manipur
- Experimental Theater (NCPA)
- Curtain Call Productions (Hyderabad)
- The Lord Chamberlain's Men
- Orchesterated Q'works
- Hypokrites